# Кашкалевська сільська рада
Кашка́левська сільська рада (рос. Кашкалевский сельский совет) — муніципальне утворення у складі Бураєвського району Башкортостану, Росія. Адміністративний центр — присілок Кашкалево.

## Населення
Населення — 850 осіб (2019, 1184 в 2010, 1545 в 2002).

## Склад
До складу поселення входять такі населені пункти:
| Населений пункт           | Населення, осіб (2002) | Населення, осіб (2010) |
| ------------------------- | ---------------------- | ---------------------- |
| Бакали, присілок          | 255                    | 195                    |
| Даутларово, присілок      | 293                    | 220                    |
| Ішмаметово, присілок      | 184                    | 149                    |
| Кашкалево, присілок       | 323                    | 271                    |
| Ленін-Буляк, присілок     | 12                     | 4                      |
| Новокарагушево, присілок  | 48                     | 26                     |
| Старокарагушево, присілок | 373                    | 291                    |
| Фрунзе, присілок          | 57                     | 28                     |